# Sânmihaiu Român
Sânmihaiu Român (alemán: Rumänisch-Sankt-Michael; húngaro: Bégaszentmihály, forma alternativa Oláhszentmihály) es una comuna rumana perteneciente al județ de Timiș.
En 2011 tiene 6121 habitantes, el 88% rumanos y el 2,45% magiares.
Se conoce la existencia de la localidad desde 1327. La comuna incluye otras dos localidades como pedanías: Sânmihaiu German y Utvin.
Se ubica en la periferia occidental de Timișoara, a orillas del río Begej y sobre la carretera 591.